# Chrysis alcudiae
Chrysis alcudiae is een vliesvleugelig insect uit de familie van de goudwespen (Chrysididae). De wetenschappelijke naam van de soort is voor het eerst geldig gepubliceerd in 2012 door Reder & Arens.